# Rete tranviaria di Neuchâtel
La rete tranviaria di Neuchâtel era la rete tranviaria che serviva la città svizzera di Neuchâtel. 
Attualmente è in servizio solo una linea extraurbana, la numero 5, soprannominata Littorail, che collega la città al centro abitato di Boudry costeggiando il lago di Neuchâtel; su tale linea, dal 1966 al 1988, sono state impiegate quattro vetture a due casse costruite da Breda e TIBB, trasferite in Svizzera dopo aver prestato servizio sulle linee tranviarie di Genova, soppresse a metà degli anni Sessanta.

## Storia
La rete di Neuchâtel è nata dall'unione di linee costruite da diverse società. Le prime ad essere concesse dall'Assemblea federale furono le tratte dalla stazione di Neuchâtel a Serriéres e da Boudry per Courtaillod e Serriéres, concesse nel 1888 a due cittadini di Courtaillod i quali cedettero la concessione nel 1890 alla Compagnie du Chemin de fer régional Neuchâtel-Cortaillod-Boudry (NCB), costituitasi l'anno prima. Costruita come ferrovia a vapore a scartamento ridotto in parte a cremagliera (sulla tratta stazione-porto) la linea aprì nel 1892; l'esercizio fu affidato alla Société du chemin de fer du Jura neuchâtelois.
Nel frattempo, nel 1890 un comitato d'iniziativa richiese ed ottenne la concessione per una tranvia tra Neuchâtel e Saint-Blaise. Fondata nel 1892 la Compagnie du Tramway Neuchâtel-Saint-Blaise (NSB), essa aprì la linea due anni dopo con trazione a cavalli, sostituita nel 1897 dalla trazione elettrica. In quello stesso anno la NSB cambiò ragione sociale in Compagnie des Tramways de Neuchâtel (TN) e ottenne le concessioni per le linee Neuchâtel (place Pury)-Serriéres e Neuchâtel-Corcelles, mentre nel 1898 ottenne la concessione per la tratta Vauseyon-Valangin, aperte entro il 1901.
La situazione finanziaria della NCB non fu mai brillante, non migliorando neanche con la trasformazione (avvenuta nel 1900) della tratta stazione-porto in tranvia elettrica con eliminazione della cremagliera. Venne quindi deciso di elettrificare l'intera tratta Neuchâtel-Boudry e di integrarla nella rete della TN: nel 1901 la NCB si sciolse in seguito alla sua fusione per incorporazione nella TN.
Nel 1910 le varie linee vennero collegate da una linea circolare; in quello stesso anno la società Neuchâtel-Chaumont S.A. (Tramway et funiculaire) (costituitasi nel 1908) aprì la funicolare La Coudre-Chaumont e la linea tranviaria linea Sablons-La Coudre, il cui esercizio era affidato alla TN, che rileverà la linea nel 1943.
Nella primavera 1939 la TN decise di sostituire i tram con filobus sulla linea per Serriéres, prima di una serie di sostituzioni che lascerà in esistenza solo la tratta per Boudry, in sede propria.
Nel 1971 la TN, che aveva sino ad allora come azionisti per il 65% enti pubblici (Canton Neuchâtel e i comuni serviti) e per il resto privati, cambiò ragione sociale in Compagnie des Transports en commun de Neuchâtel et environs, a capitale interamente pubblico.
Nel 2012 la società si è fusa con la Transports régionaux neuchâtelois (TRN) nella Transports publics neuchâtelois (TransN).

## Materiale rotabile

### Materiale motore - prospetto di sintesi
| Tipo           | Matricola        | Anno di costruzione | Costruttore     | Note |
| -------------- | ---------------- | ------------------- | --------------- | --- |
| Tram elettrici | Ce 2/2 11÷17     | 1897                | SIG-MFO         | 14 e 17 distrutte in un incendio nel 1920, le altre trasformate in rimorchi                                                 |
| Tram elettrici | Ce 2/2 21÷23     | 1898                | SIG-MFO         | 21 e 23 distrutte in un incendio nel 1920, 22 trasformata in rimorchio                                                      |
| Tram elettrici | Ce 2/2 24÷26     | 1897                | SIG-MFO         | ex Neuchâtel-Courtaillod-Boudry, trasformate in rimorchio                                                                   |
| Tram elettrici | Ce 2/2 31÷40     | 1901                | SIG-MFO         | accantonate e demolite |
| Tram elettrici | Ce 2/4 41÷47     | 1902                | SWS-MFO         | per la linea Neuchâtel-Courtaillod-Boudry, dotate di comando multiplo; 41, 43, 44 e 46 conservate                           |
| Tram elettrici | Ce 2/2 61÷63     | 1902                | SWS-MFO         | rinumerate 51÷53 nel 1911, 51 distrutta in un incidente nel 1924, le altre cedute alla tranvia della Val-de-Ruz nel 1941-43 |
| Tram elettrici | Ce 2/2 61÷67     | 1912                | SIG-MFO         | accantonate e demolite; 65 potenziata e rinumerata 79 nel 1948                                                              |
| Tram elettrici | Ce 2/2 71÷78     | 1921-28             | Officine TN-BBC | accantonate nel 1976; 75 e 76 originariamente numerate 11÷12; 72, 73, 74, 76 e 78 conservate                                |
| Tram elettrici | Ce 4/4 81÷83     | 1947                | SIG-SAAS        | "Tramway standard suisse" tipo II, bidirezionale, rinumerate nel 1980 581÷583, 581 demolita nel 1986, le altre conservate   |
| Tram elettrici | Be 4/6 1101÷1103 | 1942                | Breda-TIBB      | ex Genova, acquistate nel 1967, rinumerate nel 1980 591÷594, accantonate e demolite                                         |
| Tram elettrici | Be 4/4 501÷504   | 1981                | SWS-BBC         | Tipo "Tram 2000", accantonate, 504 conservata                                                                               |
| Tram elettrici | Be 4/4 505÷506   | 1988                | SWP-BBC         | Tipo "Tram 2000", accantonate                                                                                               |
| Tram elettrici | Be 4/8 31÷35     | 2004-08             | Stadler         | ex Trogenerbahn, acquistate nel 2018                                                                                        |
| Tram elettrico | Xe 2/2 301       | 1911                | SWS-MFO         | rotabile di servizio (innaffiatrice, diserbante, spazzaneve)                                                                |